# Liracraea
Liracraea é um gênero de gastrópodes pertencente a família Mangeliidae.

## Espécies
- †Liracraea dictyota (Hutton, 1885)
- Liracraea epentroma (Murdoch, 1905)
- Liracraea odhneri Powell, 1942
- †Liracraea opimacosta Richardson, 1997
- Liracraea otakauica Powell, 1942
- †Liracraea titirangiensis Marwick, 1928